# Lucius Quintus Cincinnatus Lamar
Lucius Quintus Cincinnatus Lamar, född 17 september 1825 i Putnam County i Georgia, död 23 januari 1893 i Bibb County i Georgia, var en amerikansk jurist och politiker (demokrat). Han representerade delstaten Mississippi i båda kamrarna av USA:s kongress, först i representanthuset 1857–1860 samt 1873–1877 och sedan i senaten 1877–1885. Han tjänstgjorde som USA:s inrikesminister 1885–1888. Han var därefter domare vid USA:s högsta domstol från 1888 fram till sin död. Hans farbror Mirabeau B. Lamar var president i Republiken Texas 1838–1841.
Lamar utexaminerades 1845 från Emory College (numera Emory University). Han studerade därefter juridik och inledde 1847 sin karriär som advokat i Georgia. Han flyttade 1849 till Mississippi. Han fortsatte att arbeta som advokat och undervisade sedan i matematik under ett läsår vid University of Mississippi. Han flyttade 1852 tillbaka till Georgia men återvände redan 1855 till Mississippi.
Kongressledamot Daniel B. Wright kandiderade inte till omval i kongressvalet 1856. Lamar vann valet och efterträdde Wright i representanthuset i mars 1857. Han avgick som kongressledamot i december 1860 för att stödja Mississippis utträde ur USA.
Lamar tjänstgjorde som överstelöjtnant i Amerikas konfedererade staters armé under amerikanska inbördeskriget. Efter kriget undervisade han i metafysik, statsvetenskap och juridik vid University of Mississippi.
Lamar efterträdde 1873 George E. Harris som kongressledamot. Han efterträdde sedan 1877 James L. Alcorn som senator för Mississippi. USA:s president Grover Cleveland utnämnde 1885 honom till inrikesminister och 1888 till högsta domstolen. Han avled 1893 i domarämbetet och efterträddes av Howell Edmunds Jackson
Lamars grav finns på Saint Peter's Cemetery i Oxford, Mississippi. Det finns fyra countyn i USA som heter Lamar County. Av dem har countyn i Alabama, Georgia och Mississippi fått sina namn efter Lucius Q.C. Lamar, det fjärde är Lamar County, Texas.